# 山拐枣属
山拐枣属（学名：Poliothyrsis）是大风子科下的一个属，为落叶乔木植物。该属仅有山拐枣（Poliothyrsis sinensis）一种，分布于中国西南部至东部。